# Ludwig Levy-Lenz
Ludwig Levy-Lenz (geboren 1. Dezember 1889 in Posen, Deutsches Reich; gestorben 30. Oktober 1966 in München) war ein deutscher Arzt und Sexualreformer.

## Leben
Ludwig Levy legte sich schon früh den Doppelnamen Ludwig Levy-Lenz zu, nach dem Zweiten Weltkrieg und seiner Rückkehr nach Deutschland publizierte er unter dem Namen Ludwig L. Lenz. Er stammte aus einem wohlhabenden bürgerlichen Elternhaus. 1909 ging er mit seinem jüngeren Bruder Siegbert zum Medizinstudium nach Heidelberg und von dort nach München und Breslau. Zu Beginn des Ersten Weltkriegs war er als Soldat in Posen in einem von ihm selbst eingerichteten Speziallazarett für Wiederherstellungschirurgie und -orthopädie stationiert. Im Auftrag seiner militärischen Vorgesetzten richtete er ein Kriegsbordell ein und war für die gesundheitliche Betreuung der dort arbeitenden Frauen zuständig.
Nach dem Krieg eröffnete er mit der finanziellen Unterstützung der Eltern in Berlin eine ärztliche Praxis am Rosenthaler Platz, angrenzend an das proletarisch-jüdische Scheunenviertel. Um 1926, nach der Scheidung von seiner ersten Frau Denise, einer Tänzerin, zog er ins bürgerliche Berliner Westend in die Ahornallee 51 und eröffnete dort auch seine Praxis. Die zweite Ehe mit Elma Wilhelm hielt bis 1932. Im Jahr der Machtübergabe an die Nationalsozialisten, 1933, heiratete Levy-Lenz die 17 Jahre jüngere Marya Goldwasser (1909–?), musste aber mit ihr vor der deutschen Judenhetze nach Paris fliehen. Im Vorfeld der Olympischen Spiele glaubte er an eine Entspannung der deutschen antisemitischen Politik und kehrte nach Deutschland zurück, um dann 1937 endgültig nach Ägypten zu emigrieren. Dort konnte er eine schönheitschirurgische Praxis eröffnen. Seine Kairoer „Villa Heidelberg“ wurde zum Treff- und Zufluchtsort vor allem deutschsprachiger Juden, die ihre Heimat im Zuge des nationalsozialistischen Terrors hatten verlassen müssen, um zu überleben. 1939 wurde er vom Großdeutschen Reich ausgebürgert, noch 1944 wurde seine zweite geschiedene Frau in Berlin enteignet. Werke von Levy-Lenz wurden auch in andere Sprachen übersetzt, in Frankreich wurde sogar noch während der deutschen Besetzung 1943 eine Übersetzung gedruckt. Nach Kriegsende arbeitete Lenz saisonal abwechselnd in Baden-Baden und Kairo und kehrte schließlich 1965 nach Berlin zurück.
Ludwig Levy-Lenz starb am 30. Oktober 1966 in einem Münchner Krankenhaus. Er wurde auf dem Neuen Jüdischen Friedhof (Sektion 17 Reihe 11 Grab 16) in München, Garchinger Straße 37, beigesetzt.

## Wirken als Arzt und Sexualaufklärer
Levy-Lenz war in verschiedenen miteinander verbundenen medizinischen Gebieten der Venerologie, Gynäkologie, Chirurgie, kosmetischen Medizin und Sexualwissenschaft tätig. Er verfasste eine Reihe von populär gehaltenen Schriften, so schon 1919 die Broschüre Wie schütze ich mich vor Geschlechtskrankheiten?, die in öffentlichen Toiletten beworben und vertrieben wurde, was ihm den Spott (und Neid) der Ärzteschaft eintrug. Da die Propagierung der Empfängnisverhütung als sittenwidrig galt und unter Strafandrohung stand, mussten die von Levy-Lenz angebotenen Aufklärungskurse zur „Geschlechtshygiene“ ihr eigentliches Thema verschleiern. Zwischen dem von ihm gegründeten Verein „Die Ehe“, der von ihm unterhaltenen Sexualberatungsstelle und der Zeitschrift „Die Ehe“ einerseits und dem von Magnus Hirschfeld geleiteten Institut für Sexualwissenschaft andererseits bestand eine enge Verbindung. Für die Zeitschrift konnte er auch Autoren wie Kurt Tucholsky und Thomas Mann und Illustratoren wie Otto Dix gewinnen. Levy-Lenz veröffentlichte – mit wissenschaftlichem Anspruch – Aufklärungsschriften unter populärwissenschaftlichen Titeln. Seit 1925 gehörte er zum Ärztestab in Hirschfelds Institut und nahm dort chirurgische Operationen wie Kastrationen und Geschlechtsangleichungen vor, letztere in Zusammenarbeit mit Erwin Gohrbandt; zu den behandelten Patientinnen gehörten Dora Richter, Charlotte Charlaque, Toni Ebel und Lili Elbe.  Am 4. März wurde bei Lili Elbe von Ludwig Levy-Lenz die Kastration durchgeführt, vermutlich in dessen Praxis in der Ahornallee 51 in Berlin-Charlottenburg.
1930 stellte Ludwig Levy-Lenz das erste medizinische Buch zum Thema Schwangerschaftsabbruch zusammen.
Nachdem er gemeinsam mit Peter Schmidt an den Versuchen mit Verjüngungsoperationen nach der von Eugen Steinach propagierten Methode teilgehabt hatte, überließ Levy-Lenz später Schmidt das Feld. Ab der Emigration verlegte er seine Tätigkeit dann doch gezwungenermaßen verstärkt auf die kosmetische Chirurgie. Im Nachkriegsdeutschland konnte Levy-Lenz noch einige überarbeitete Schriften neu herausgeben und eine Autobiografie veröffentlichen. Er gab die Monatszeitschrift Die Ehe heraus und änderte den Titel in Sexologie.
An die erste Patientin einer geschlechtsangleichenden Operation, Dora Richter, und die „transvestitischen“ Dienstmädchen des Berliner Instituts erinnerte er sich wie folgt: „Ich  werde den Anblick nie vergessen, der sich mir bot, als ich einmal nach Feierabend in die Küche des Hauses verschlagen wurde: Da saßen die fünf ‚Mädchen‘ strickend und nähend friedlich nebeneinander und sangen gemeinsam alte Volkslieder. Jedenfalls war es das beste, fleißigste und gewissenhafteste Hauspersonal, das wir je gehabt haben.“

## Schriften

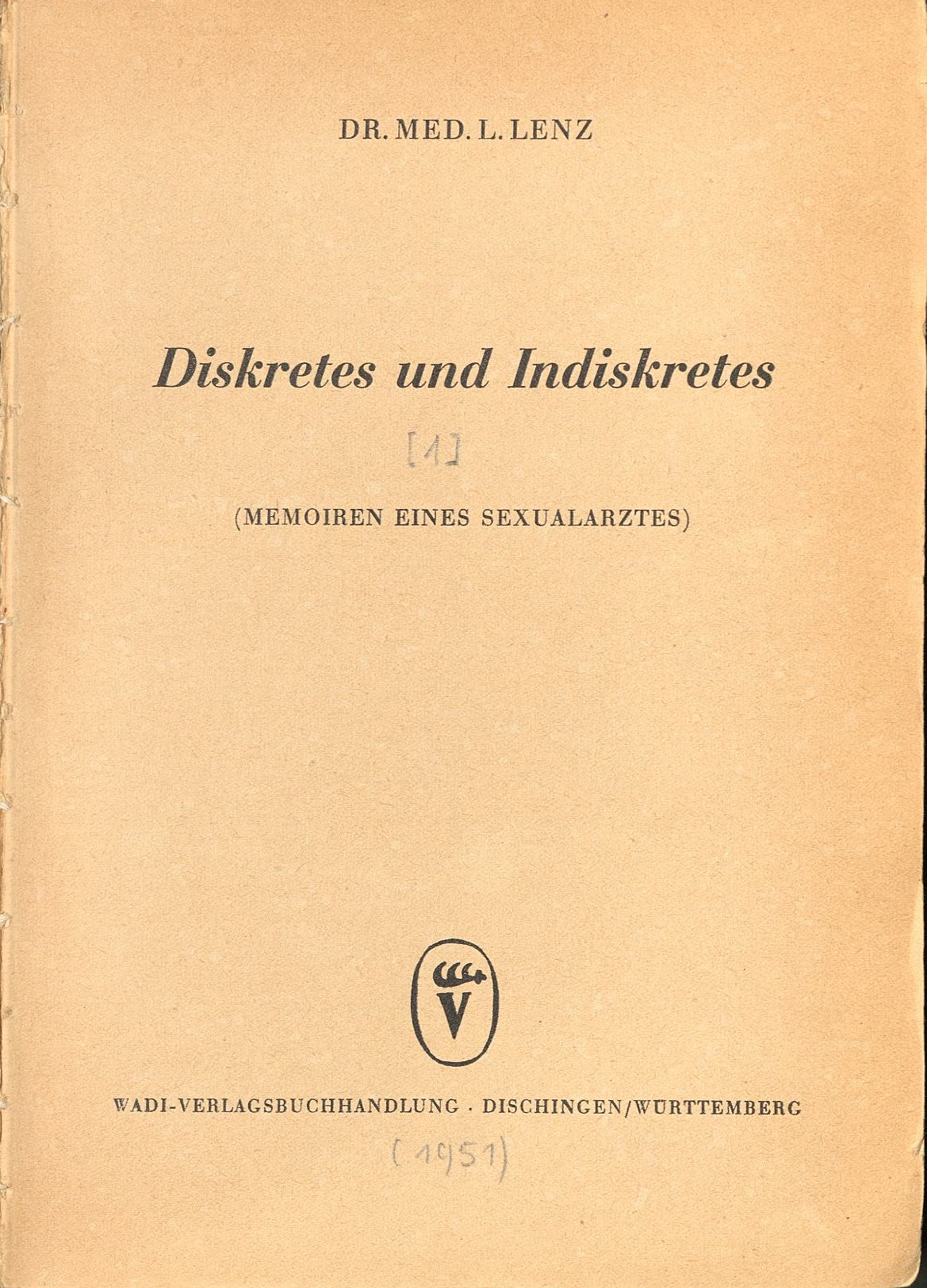
Memoiren Band 1 (1951)

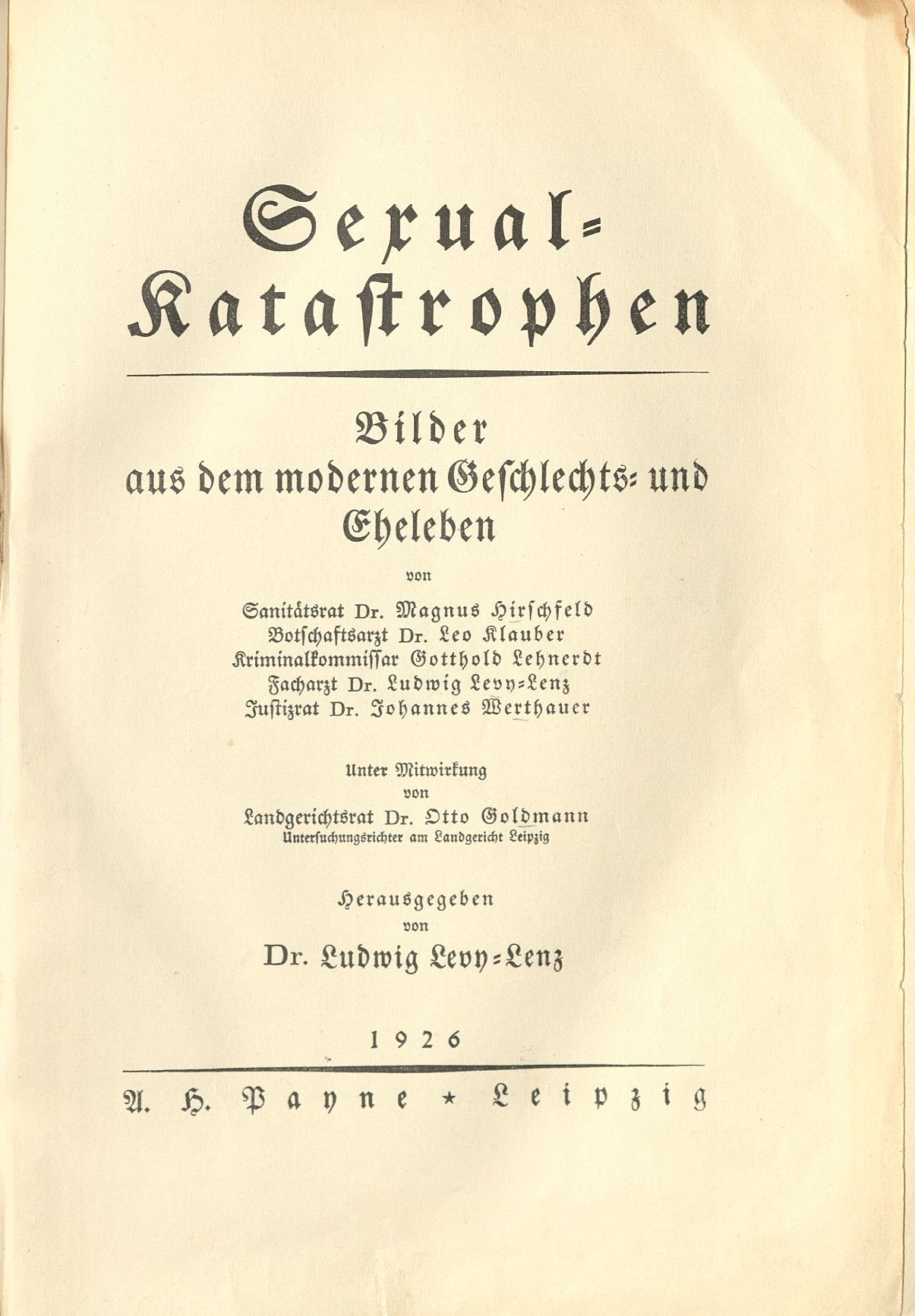
Herausgeber: Sexual-Katastrophen (1926)

- Ludwig Levy: Kriegsgemäße Orthopädie der Extremitäten- In: DMW – Deutsche Medizinische Wochenschrift. Band 41, Nr. 15, S. 436–439.
- Wie schütze ich mich vor Geschlechtskrankheiten? G. Ziemsen, Berlin 1919.
- Peter Schmidt; Ludwig Levy-Lenz: Die Erfolge der Steinachbehandlung beim Menschen. G. Ziemsen, Berlin 1921.
- (Hrsg.): Sexual-Katastrophen. Bilder aus dem modernen Geschlechts- und Eheleben. A. H. Payne, Leipzig 1926.
  - Darin: Die Geächteten. S. 259–332.
- Maria Winter, Ludwig Levy-Lenz: Abtreibung oder Verhütung der Schwangerschaft? Verlag der Neuen Gesellschaft, Berlin-Hessenwinkel 1928.
- Die aufgeklärte Frau. Ein Buch für alle Frauen. Man-Verlag, Berlin 1928.
- Janine. Tagebuch einer Verjüngten. Man-Verlag, Berlin 1928.
- Wenn Frauen nicht gebären dürfen. Bedeutung und Methode der Empfängnisverhütung gemeinverständlich dargestellt. Verlag der Neuen Gesellschaft, Berlin-Hessenwinkel 1928.
- Kurt Bendix, Johannes Werthauer, Sophie Lützenkirchen, Ludwig Levy-Lenz: Die Schwangerschaftsunterbrechung, ihre Voraussetzung und ihre Technik. Bedeutung, rechtliche Grundlage, Indikationen und Technik des indizierten Abortes in den ersten drei Schwangerschaftsmonaten. Ein kurzgefaßter Leitfaden für Ärzte und Studierende. Baumeister, Berlin-Hessenwinkel 1930.
- Hexenkessel der Liebe. Lykeion, Kulturwissenschaftliche Verlagsgesellschaft, Leipzig 1931.
  - Liebesleben der Wilden und Erotik der Naiven. Lieferung 1. Lykeion, Kulturwiss. Verlagsgesellschaft, Leipzig 1931.
  - Liebesleben der Perversen (Lieferung 2). Lykeion, Kulturwiss. Verlagsgesellschaft, Leipzig 1931.
  - Kranke Liebe und Liebeskrankheiten Lieferung 3. Lykeion, Kulturwiss. Verlagsgesellschaft, Leipzig 1931.
- Zusammen mit Arthur Koestler und A. Willy: Encyclopédie de la vie sexuelle. Aldor, Paris 1934.
- La femme initiée. Le Caire: R. Schindler 1943.
- Diskretes und Indiskretes. Memoiren eines Sexualarztes. Freya-Verlag, Schmiden bei Stuttgart 1950 (später: Wadi-Verlagsbuchhandlung, Dischingen / Württemberg).
- Praxis der kosmetischen Chirurgie. Fortschritte und Gefahren. Hippokrates-Verlag, Stuttgart 1954.
- Madeleine. Tagebuch einer Verjüngten. Exakt-Verlag, Konstanz 1964.